# Platero y Tú
Platero y Tú est un groupe espagnol de rock 'n' roll, originaire de Bilbao, en Biscaye, actif entre 1989 et 2002. Il est composé de quatre amis : Adolfo « Fito » Cabrales, Iñaki « Uoho » Antón, Juantxu « Mongol » Olano y Jesús « Maguila » García. Le groupe se sépare en 2001.

## Histoire
Platero y Tú est formé à Bilbao, en Biscaye, à la fin des années 1980. Juantxu Olano et Iñaki Antón  forment un groupe appelé Qué, nom sous lequel ils enregistrent une démo quatre pistes. Après la séparation de ce groupe, ils contactent Jesús García Castilla pour jouer de la batterie. Un jour, Juantxu invite Fito en décembre 1989, à s'essayer et décident ensemble de former un groupe. La première représentation du groupe Platero y Tú se fait lors d'un concours de rock à Plentzia le 17 février 1990.
Avec l'argent obtenu de leur première démo, le groupe sort en juin 1991 un premier album intitulé Voy a acabar borracho, qu'ils enregistrent en une seule journée. En février 1992, après avoir signé chez DRO, le groupe sort son second album sous le nom Burrock'n Roll. Cet album est en fait une remasterisation des titres inclus dans la maquette du groupe. Cette même année 1992, le groupe sort en juin leur troisième album intitulé Muy deficiente qui leur permet de se faire connaître partout en Espagne. En avril 1993 sort leur quatrième album sous le nom Vamos tirando, qui confirme le succès de ce groupe en Espagne.
En septembre 1994 sort leur cinquième album intitulé Hay poco rock y roll. Cet album est certifié disque d'or en Espagne pour plus de 50 000 exemplaires vendus. L'album consacre aussi le groupe au rang de symbole du rock espagnol et la tournée effectuée avec le groupe Extremoduro leur permet de faire des concerts dans toute l'Espagne.
En mai 1996, le groupe sort son premier album live intitulé A Pelo constitué de 2 CD et enregistré en live pendant deux concerts. Il est lui aussi certifié disque d'or. En septembre 1997, Platero y Tu sort son septième album sous le nom 7, qui connaîtra un grand succès et sera suivi d'une grande tournée. À la fin de cette série de concerts, le groupe décide de faire une petite pause permettant à Fito de lancer son projet de groupe Fito y Fitipaldis.
En 2000, le groupe se réunit de nouveau pour sortir leur huitième album intitulé Correos, qui comprend une collaboration de Robe sur le morceau Humo de mis pies, et qui sera également suivi d'une grande tournée. Il est certifié disque d'or. En 2002, le groupe décide de faire une parenthèse définitive qui marque la fin de ce groupe. En novembre 2003 sort Hay mucho Rock 'n' roll vol. 1, le premier best of du groupe. En décembre 2005 sort Hay Mucho Rock’n’roll vol. 2, deuxième best of du groupe.

## Membres
- Fito Cabrales (Fito) - chant, guitare
- Iñaki Antón (Uoho) - guitare
- Juantxu Olano (Mongol) - basse
- Jesús García Castilla (Maguila) - batterie

## Discographie
- 1990 : Burrock'n roll
- 1991 : Voy a acabar borracho
- 1992 : Muy deficiente
- 1993 : Vamos tirando
- 1994 : Hay poco rock y roll
- 1996 : A pelo
- 1997 : 7
- 2000 : Correos
- 2002 : Hay mucho rock'n roll, Volumen I
- 2016 : Colección Definitiva: 25 Años